# Quadenschönfeld
Quadenschönfeld ist eine Siedlung der Gemeinde Möllenbeck im Landkreis Mecklenburgische Seenplatte in Mecklenburg-Vorpommern.

## Geographie
Der Ort liegt vier Kilometer nördlich von Möllenbeck. Zur Gemarkung Quadenschönfeld zählt eine Fläche von 982 Hektar. Die Nachbarorte sind Gramelow im Norden, Loitz im Nordosten, Bredenfelde im Osten, Stolpe im Südosten, Möllenbeck im Süden, Flatow und Warbende im Südwesten sowie Cammin und Riepke im Nordwesten.

## Geschichte
Bei Quadenschönfeld liegen die Reste des slawischen Burgwalls Quadenschönfeld aus dem 8. bis 9. Jahrhundert. Verschiedene Ortskundler, nach Paul Kühnel, geben den Flurnamen der näheren Region um Quadenschönfeld einen slawischen Ursprung.
Das Gut Quadenschönfeld war ab 1389 im Besitz des mecklenburgischen Uradelsgeschlechts von Warburg. Das Herrenhaus wurde um 1800 im Auftrag von Friedrich von Warburg errichtet, in dessen Besitz sich Quadenschönfeld seit 1774 befand. Familie von Warburg, zuletzt Eduard von Warburg, hielt das Gut bis zu seinem Tod 1877, und starb Ende des 19. Jahrhunderts in Mecklenburg aus.
Im Jahr 1883 gelangte der Landrat Graf Arthur von Bernstorff-Wedendorf in den Besitz des Gutes. Um 1890 fanden dann unter seiner Regie umfangreiche Umbauarbeiten am Herrenhaus statt, bei denen das ehemals eingeschossige Gebäude unter anderem aufgestockt wurde und seinen klassizistischen Charakter erhielt. Erbe wurde im Minorat der jüngste Sohn Ernst Graf Bernstorff (1854–1926), verheiratet mit Elisabeth Freiin Lützow genannt von Dorgelo (1858–1945). Zu diesem Zeitpunkt war das Gut eine Familienfideikommiss. Ab 1928 hatte das alte Gut in Form eines Allod, eines freien Eigentums, einen Umfang von 928 ha. Davon waren 175 ha Forsten. 1934 wurde Teile des Gutes Quadenschönfeld an die Deutsche Ansiedlungsbank mit Sitz in Berlin abgegeben. Letzter Gutsherr war Oberst Arthur Graf Bernstorff, verheiratet mit der aus Schweden stammenden Gräfin Ella Hamilton. Der Gutsbesitz blieb so bis Enteignung 1945 im Besitz der Grafen Bernstorff. Danach lebte die Familie in Holstein.

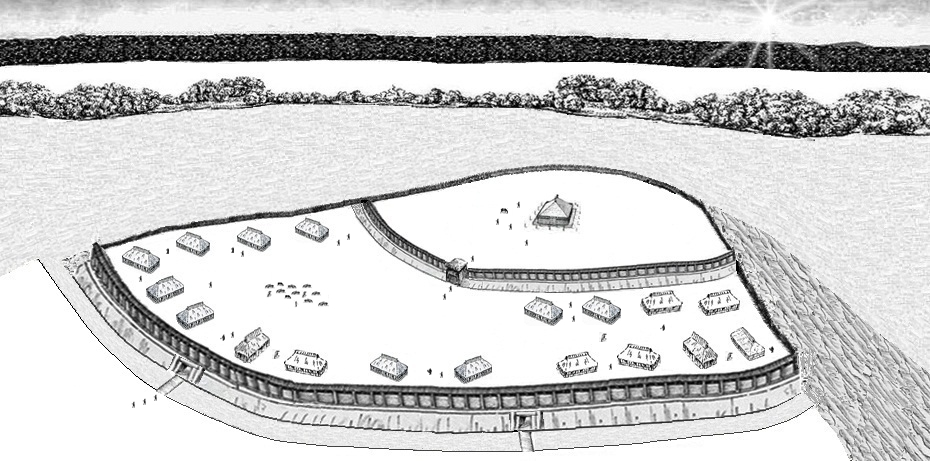
Rekonstruktion Burgwall
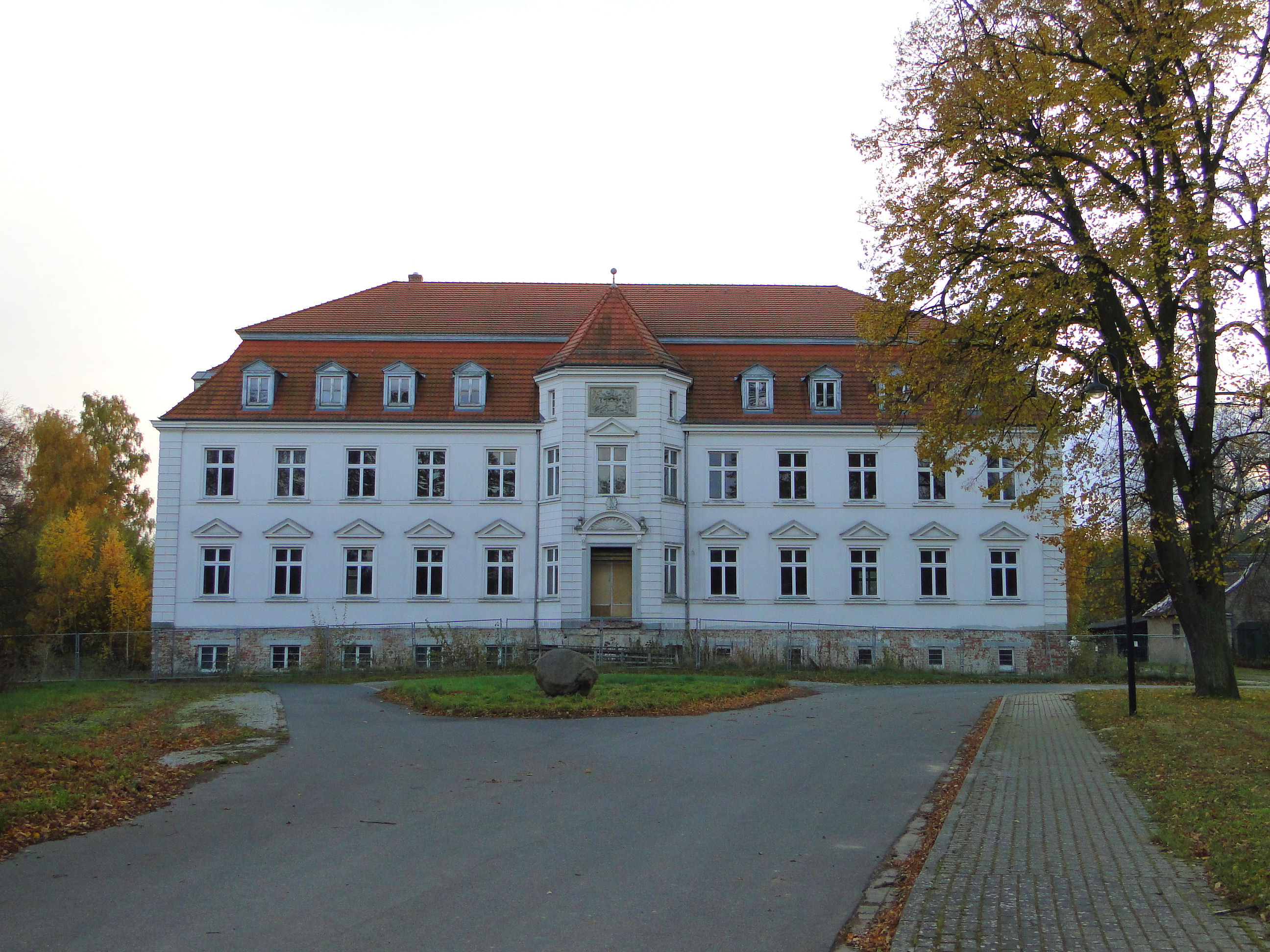
Herrenhaus Quadenschönfeld
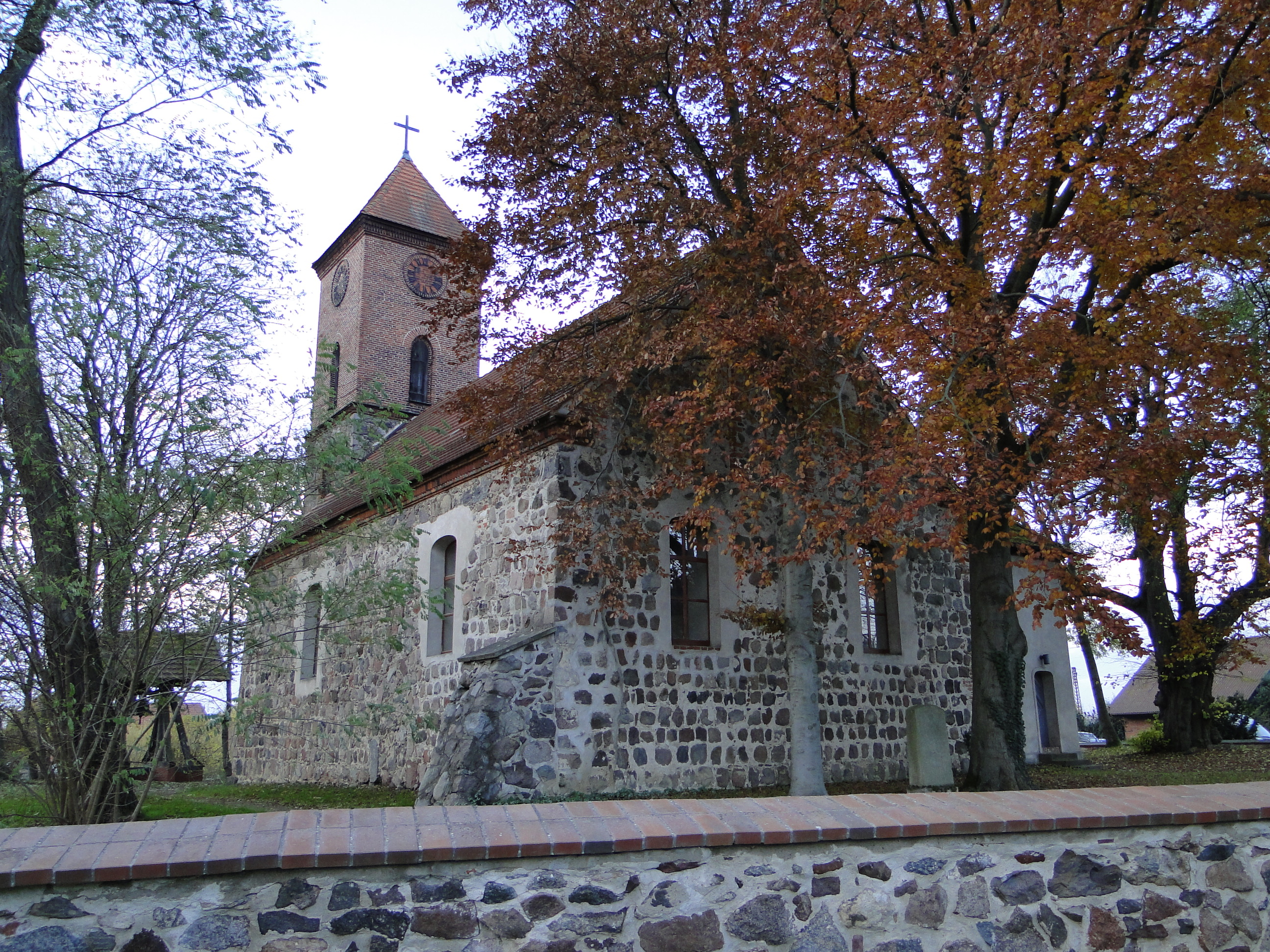
Dorfkirche Quadenschönfeld

Um 1900 wurde Quadenschönfeld in einem Bäder-Almanach als Ausflugstipp der Kur- und Wasserheilanstalt Feldberg in Mecklenburg-Strelitz anempfohlen.

## Persönlichkeiten
- Georg Daniel (1829–1913), Architekt, leitete für vier Jahre ab 1896 die bauliche Modernisierung des Herrenhauses Quadenschönfeld[11]